# Provincia di São Tomé
La provincia di São Tomé è una delle due province dello stato africano di São Tomé e Príncipe (l'altra è quella di Príncipe).
La provincia include le seguenti isole:
- São Tomé;
- Ilhéu das Cabras;
- Ilhéu do Coco;
- Ilhéu São Miguel;
- Ilhéu Gabado;
- Ilhéu dos Cocos;
- Ilhéu Jalé;
- Ilhéu das Rolas.

Dal punto di vista amministrativo si suddivide in 6 distretti:
- Água Grande;
- Cantagalo;
- Caué;
- Lembá;
- Lobata;
- Mé-Zóchi.